# برچسب: قدرت رنگ‌آمیزی
برچسب: قدرت رنگ‌آمیزی (به انگلیسی: Tag: The Power of Paint) یک بازی ویدیویی ترکیبی تیراندازی اول شخص و معمایی است. بازی در سال ۲۰۰۹ برای مایکروسافت ویندوز توسط Tag Team که گروهی از دانشجویان مؤسسه فناوری دیجی‌پن بودند، توسعه داده شد. مکانیک اصلی بازی استفاده از رنگ مخصوصی است که از تفنگ بازیکن پخش می‌شود تا به سطوح، خصوصیات فیزیکی بدهد، این خصوصیات بر حرکت کاربر تأثیر می‌گذارد. تگ تیم در همان سال برنده جایزه نمایشگاه دانشجویی جشنواره بازی‌های مستقل شد. تیم پروژه از آن زمان توسط شرکت ولو استخدام شدند و ولو از مفاهیم این پروژه به عنوان عناصر جدید در بازی خود درگاه ۲ استفاده کرد.

## گیم پلی

بازیکن با استفاده از یک اسلحه رنگ، به سطوح سه نوع رنگ می‌پاشد تا به مکان‌های دشوار دسترسی پیدا کند.

بازیکن باید معماهای داخل بازی را حل کند. برای حل هر معما، بازیکن باید از یک اسلحه رنگی نامحدود استفاده کند که دارای سه رنگ منحصر به فرد است و بر بروی سطح پخش می‌شود. اولین رنگ قابل دسترسی، رنگ سبز است که به بازیکنان اجازه می‌دهد تا بر روی سطوح افقی بپرند یا در هنگامی که هنوز ارتفاع دارند، از روی سطوح عمودی بیرون بیایند. رنگ دوم، قرمز است که باعث می‌شود بازیکن به سرعت حرکت کند. رنگ آبی، آخرین رنگ، بازیکن را قادر می‌سازد تا بر هر سطحی، بدون توجه به اینکه بازیکن بر روی سقف است یا در زمین، راه برود. همچنین تفنگ می‌تواند هر رنگ پاشیده شده را پاک می‌کند.
بازیکنان می‌توانند برای حل معماها از ترکیبی از رنگ‌ها استفاده کنند: بازیکن می‌تواند در دو طرف یک فضای باریک عمودی را با رنگ سبز بپوشاند تا یک پرش دیواری جهت بالا رفتن انجام دهد، یا می‌تواند یک مسیر رنگ قرمز و به دنبال آن رنگ سبز قرار دهد تا یک پرش از راه دور ایجاد کند. بازیکن فقط در صورت سقوط می‌تواند جان خود را از دست بدهد که در صورت مردن، در ابتدای مرحله یا در آخرین چک پوینت، دوباره زنده می‌شوند.

## توسعه
بازی توسط تیمی متشکل از هفت دانشجو به عنوان بخشی از دوره آموزشی در مؤسسه فناوری دیجی‌پن ساخته شد و ساخت آن تقریباً ۱۸ ماه به طول انجامید. فرایند توسعه شامل نوشتن یک موتور کامل بازی ۳ بعدی از ابتدا بود. مفهوم اولیه استفاده از رنگ برای برچسب زدن دیگر بازیکنان بود. توسعه موتور پایه برای این مفهوم اولیه حدود چهار ماه به طول انجامید. با این حال، زمانی که آنان دریافتند مکانیک نقاشی لذت بیشتری نسبت به برچسب گذاری دارد، این ایده را کنار گذاشتند. یک ایده دوم نیز مطرح شد ولی در نهایت کنار گذاشته شد و پنج ماه دیگر به فرایند توسعه اضافه کرد. سازندگان ترجیح دادند مدت زمان بازی را به حدود نیم ساعت محدود کنند، تا شرایط لازم برای حضور در جشنواره بازی‌های مستقل را داشته باشند، آنها موافقت کردند که پس از دستیابی به بودجه کافی، نسخه حرفه ای تری تولید کنند.

## بازتاب‌ها
تگ در مسابقات دانشجویی در جشنواره بازی‌های مستقل در سال ۲۰۰۹ برنده شد. بازی بخاطر موسیقی، پیچیدگی معماها و ادغام گرافیک با مکانیک بازی، مورد تحسین خبرنگاران صنعت قرار گرفت. گیم‌اسپات اظهار داشت که این بازی تلاقی درگاه و لبه آینه بود و مکانیک ساده و یکپارچه را تحسین کرد.
از زمان انتشار بازی، برنامه نویسان به عنوان توسعه دهنده شرکت ولو استخدام شدند و عناصر رنگ آنان در بازی درگاه ۲ گنجانده شد.